# Delonix decaryi
Delonix decaryi är en ärtväxtart som först beskrevs av René Viguier, och fick sitt nu gällande namn av René Paul Raymond Capuron. Delonix decaryi ingår i släktet Delonix, och familjen ärtväxter. Inga underarter finns listade i Catalogue of Life.

## Bildgalleri

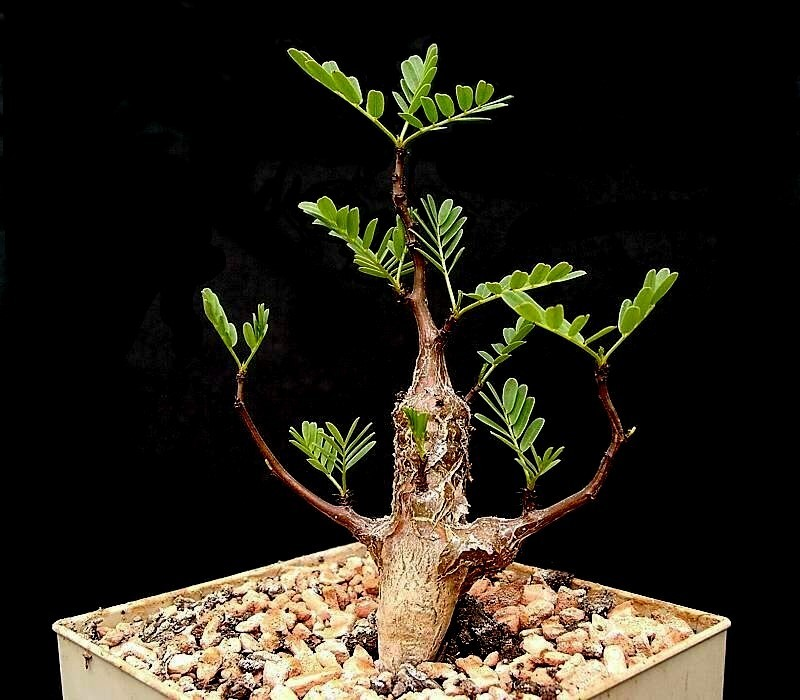
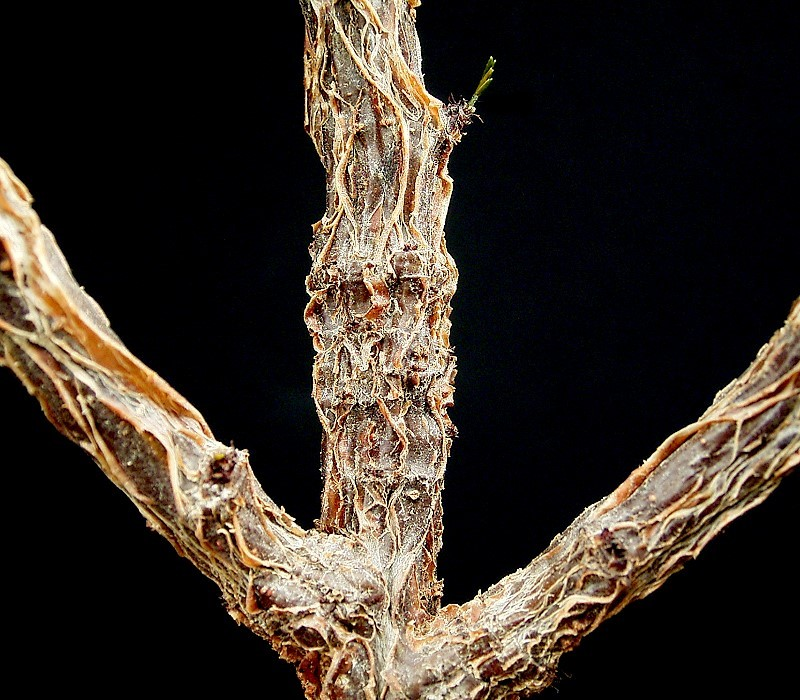
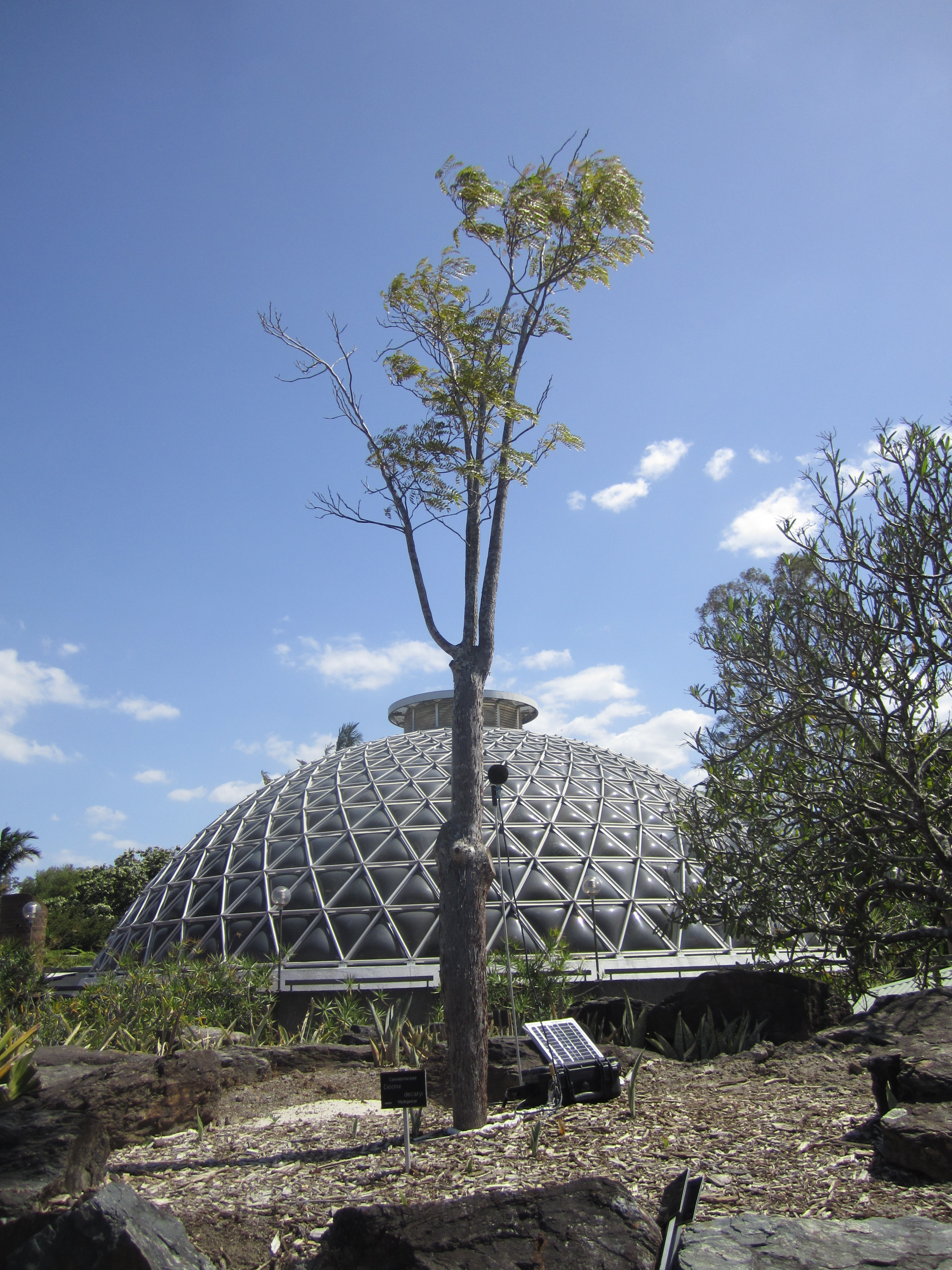